# Campionat de Catalunya de bàsquet masculí 1947-1948
El Campionat de Catalunya de bàsquet 1947-1948 fou la vint-i-tresena edició de la competició. Se celebrà des del 5 d'octubre de 1947 fins a l'1 de febrer de 1948 i fou organitzada per la Federació Catalana de Basquetbol. En la Primera divisió A, hi participaren set equips, destacant els participants habituals de la competició com el FC Barcelona, vigent campió, el Club Joventut Badalona, la UE Montgat, entre d'altres. Per altra banda, el CE Laietà no pogué participar en la competició per manca de jugadors, però la federació catalana li guardà la plaça per la següent temporada.
La competició es disputà en format de fase regular a doble volta, un partit com a local i l'altre com a visitant, amb un total de dotze jornades. La classificació final s'establí d'acord amb els punts totals obtinguts per cada participant en finalitzar el campionat. Els equips obtingueren dos punts per cada victòria i un punt per cada derrota.
Es proclamà campió el FC Barcelona per sisena vegada, el quart títol consecutiu des de la temporada 1944-45.

## Primera divisió A

### Clubs participants
- BIM
- Círcol Catòlic Badalona
- Club Joventut Badalona
- FC Barcelona
- JACE Calella
- Centre Catòlic Hospitalet
- Unió Esportiva Montgat

### Taula de resultats
| Casa \ Fora       | BIM   | CCB   | CJB   | FCB   | CAL   | CCH   | UEM   |
| ----------------- | ----- | ----- | ----- | ----- | ----- | ----- | ----- |
| BIM               | —     | 43–26 | 27–41 | 34–46 | 34–26 | 40–26 | 31–38 |
| CC Badalona       | 27–31 | —     | 26–59 | 25–48 | 23–35 | 23–31 | 37–41 |
| Joventut Badalona | 54–30 | 64–28 | —     | 32–23 | 53–42 | 45–17 | 35–43 |
| FC Barcelona      | 46–15 | 46–20 | 48–34 | —     | 29–28 | 40–35 | 59–40 |
| JACE Calella      | 32–19 | 29–34 | 0–2   | 32–44 | —     | 33–24 | 22–31 |
| CC Hospitalet     | 37–29 | 22–24 | 49–50 | 21–25 | 35–34 | —     | 31–37 |
| UE Montgat        | 54–27 | 47–20 | 19–21 | 28–29 | 39–16 | 33–24 | —     |

1. ↑  El JACE Calella no es presentà al partit i fou declarat guanyador el Joventut de Badalona per incompareixença del rival.

### Classificació general
El FC Barcelona revalida el títol de campió de Catalunya per quarta vegada consecutiva des de la temporada 1944-45, amb onze victòries i una derrota. El campionat es decidí a la darrera jornada amb una victòria ajustada del club blaugrana per 29-28 contra la UE Mongat, tercer classificat. El Joventut de Badalona finalitzà en segona posició, amb opcions de forçar el triple empat a la darrera jornada en cas de derrota blaugrana.
El FC Barcelona, el Joventut Badalona i la UE Montgat es classificaren per a disputar el campionat estatal de bàsquet.
| Pos | Equip             | PJ | G  | P  | PF  | PC  | DP   | Pts | Classificació o descens              |
| --- | ----------------- | -- | -- | -- | --- | --- | ---- | --- | ------------------------------------ |
| 1   | FC Barcelona      | 12 | 11 | 1  | 483 | 344 | +139 | 23  | Classificats pel Campionat d'Espanya |
| 2   | Joventut Badalona | 12 | 10 | 2  | 490 | 352 | +138 | 22  | Classificats pel Campionat d'Espanya |
| 3   | UE Montgat        | 12 | 9  | 3  | 450 | 362 | +88  | 21  | Classificats pel Campionat d'Espanya |
| 4   | BIM               | 12 | 4  | 8  | 360 | 453 | −93  | 16  |                                      |
| 5   | CC Hospitalet     | 12 | 3  | 9  | 352 | 413 | −61  | 15  |                                      |
| 6   | JACE Calella      | 12 | 3  | 9  | 329 | 367 | −38  | 15  |                                      |
| 7   | CC Badalona       | 12 | 2  | 10 | 313 | 496 | −183 | 14  |                                      |

| Campió de Catalunya de bàsquet 1947-48 |
| -------------------------------------- |
| FC Barcelona Sisè títol                |

## Primera divisió B

### Clubs participants
- Club Bàsquet Cornellà
- RCD Espanyol
- Gimnàstic de Tarragona
- Club Bàsquet l'Hospitalet
- Club Esportiu Manresa
- Associació Esportiva Mataró
- Club Esportiu Mediterrani
- Club Bàsquet Mollet
- Club Bàsquet Ripollet
- Club Bàsquet Sant Josep
- Unió Gimnàstica i Esportiva de Badalona

### Classificació general
A la Primera Divisió B, es proclamà campió el Gimnàstic de Tarragona. Tot i finalitzar amb el mateix nombre de victòries que el Club Bàsquet Sant Josep a la classificació general, la diferència de punts dels partits jugats entre els dos equips fou favorable al club tarragoní.
| Pos | Equip                  | PJ | G  | P  | PF | PC | DP | Pts | Classificació o descens         |
| --- | ---------------------- | -- | -- | -- | -- | -- | -- | --- | ------------------------------- |
| 1   | Gimnàstic de Tarragona | 18 | 14 | 4  | 0  | 0  | 0  | 32  | Ascendeixen a Primera divisió A |
| 2   | CB Sant Josep          | 18 | 14 | 4  | 0  | 0  | 0  | 32  | Ascendeixen a Primera divisió A |
| 3   | CB Cornellà            | 18 | 12 | 6  | 0  | 0  | 0  | 30  | Ascendeixen a Primera divisió A |
| 4   | CB Mollet              | 18 | 11 | 7  | 0  | 0  | 0  | 29  | Ascendeixen a Primera divisió A |
| 5   | CE Manresa             | 18 | 8  | 10 | 0  | 0  | 0  | 26  |                                 |
| 6   | AE Mataró              | 18 | 7  | 11 | 0  | 0  | 0  | 25  |                                 |
| 7   | RCD Espanyol           | 18 | 7  | 11 | 0  | 0  | 0  | 25  |                                 |
| 8   | CB Ripollet            | 18 | 5  | 13 | 0  | 0  | 0  | 23  |                                 |
| 9   | CE Mediterrani         | 18 | 4  | 14 | 0  | 0  | 0  | 22  |                                 |
| 10  | UGE Badalona           | 18 | 4  | 14 | 0  | 0  | 0  | 22  |                                 |